# Arctic Circle Air Service
Arctic Circle Air — американская авиакомпания местного значения со штаб-квартирой в городе Фэрбанкс (Аляска, США), выполняющая регулярные пассажирские и чартерные перевозки между 16-ю аэропортами штата Аляска.
Портом приписки авиакомпании и её главным транзитным узлом (хабом) является Международный аэропорт Фэрбанкс.

## История
Компания Air Circle Air была основана в 1973 году.
В октябре 2009 года авиакомпания стала дочерним подразделением управляющего холдинга HoTH, Inc. наряду с тремя местными авиакомпаниями Frontier Flying Service, Hageland Aviation Services и Era Aviation. Четыре авиационных перевозчика холдинга в настоящее время работают под общим брендом Frontier Alaska и имеют самый крупный флот и самую большую маршрутную сеть среди других авиакомпаний в штате Аляска.

## Флот
В ноябре 2009 года воздушный флот авиакомпании Arctic Circle Air состоял из следующих самолётов:
- 2 Shorts 330—200
- 3 Shorts Skyvans

## Маршрутная сеть
По состоянию на ноябрь 2009 года авиакомпания Arctic Circle Air выполняла регулярные пассажирские рейсы в следующие пункты назначения:
1. Аллакакет (AET) — Аэропорт Аллакакет
2. Анкчувек-Пасс (AKP) — Аэропорт Анкчувек-Пасс
3. Арктик-Виллидж (ARC) — Аэропорт Арктик-Виллидж
4. Беттлс (BTT) — Аэропорт Беттлс
5. Чалкитсик (CIK) — Аэропорт Чалкитсик
6. Игл (EAA) — Аэропорт Игл
7. Фэрбанкс (FAI) — Международный аэропорт Фэрбанкс хаб
8. Форт-Юкон (FYU) — Аэропорт Форт-Юкон
9. Галена (GAL) — Аэропорт имени Эдварда Г. Питка
10. Хьюс (HUS) — Аэропорт Хьюс
11. Гуслия (HSL) — Аэропорт Гуслия
12. Калтаг (KAL) — Аэропорт Калтаг
13. Нулато (NUL) — Аэропорт Нулато
14. Рампарт (RMP) — Аэропорт Рампарт
15. Танана (TAL) — Аэропорт имени Ральфа М. Кэлхуна
16. Венети (VEE) — Аэропорт Венети